# Charlotte Bellamy
Charlotte Bellamy es una actriz inglesa, más conocida por interpretar a Laurel Thomas en la serie Emmerdale Farm.

## Biografía
Charlotte sale con el actor Mungo Denison, con quien tiene tres hijos: Sunnie Denison (6 de septiembre de 2004), Herbi Denison (2007) y Teddie Boo Florence Denison (19 de octubre de 2009).

## Carrera
El 3 de septiembre de 2002, se unió al elenco de la exitosa serie británica Emmerdale Farm, donde interpreta a Laurel Potts-Thomas hasta ahora. En 2004 se fue por un tiempo debido al nacimiento de su hijo Sunnie; sin embargo, regresó en 2005. Posteriormente se fue de nuevo en 2009 debido al nacimiento de su hija Teddie y regresó a la serie tres meses después.

## Filmografía

### Series de televisión
| Año           | Título            | Personaje         | Notas                  |
| ------------- | ----------------- | ----------------- | ---------------------- |
| 2002-presente | Emmerdale Farm    | Laurel Thomas     | 1,325 episodios        |
| 1999          | Wind and a Prayer | Christiane Blanco | episodio # 2.8         |
| 1999          | Casualty          | Dawn              | episodio "Crazy Love"  |
| 1998          | The Broker's Man  | Harriet Potter    | 6 episodios            |
| 1994 - 1997   | The Bill          | Lisa Walker       | 2 episodios            |
| 1996          | EastEnders        | Sue               | 3 episodios            |
| 1996          | A Touch of Frost  | Jamie Merrick     | episodio "Deep Waters" |

### Películas
| Año  | Título                    | Personaje | Notas                   |
| ---- | ------------------------- | --------- | ----------------------- |
| 1998 | Tess of the D'Urbervilles | Cissie    | junto a Hannah Waterman |

## Premios y nominaciones
| Año  | Categoría                                              | Premio                    | Serie          | Resultado |
| ---- | ------------------------------------------------------ | ------------------------- | -------------- | --------- |
| 2017 | Best Actress                                           | Inside Soap Award         | Emmerdale Farm | Nominada  |
| 2017 | Best Partnership (junto a John Middleton)              | Inside Soap Award         | Emmerdale Farm | Nominados |
| 2017 | Best Actress                                           | British Soap Award        | Emmerdale Farm | Ganadora  |
| 2017 | Best Female Dramatic Performance                       | British Soap Award        | Emmerdale Farm | Nominada  |
| 2017 | Best On-Screen Partnership (junto a John Middleton)    | British Soap Award        | Emmerdale Farm | Nominados |
| 2016 | Best Female Performance                                | British Soap Award        | Emmerdale Farm | Nominada  |
| 2010 | Best Soap Actress                                      | TV Quick Award            | Emmerdale Farm | Nominada  |
| 2008 | Best Actress                                           | British Soap Award        | Emmerdale Farm | Nominada  |
| 2008 | Best Dramatic Peformance                               | British Soap Award        | Emmerdale Farm | Nominada  |
| 2008 | Spectacular Scene of the Year (junto a John Middleton) | British Soap Award        | Emmerdale Farm | Ganadores |
| 2008 | Outstanding Serial Drama Performance                   | National Television Award | Emmerdale Farm | Nominada  |
| 2008 | Best Soap Actress                                      | TV Quick Award            | Emmerdale Farm | Ganadora  |
| 2008 | Best Soap Storyline (junto a John Middleton)           | TV Quick Award            | Emmerdale Farm | Ganadores |